# Туркин, Никандр Васильевич
Никандр Васильевич Туркин (1863, Новочеркасск — 30 сентября 1919 года, Москва) — русский режиссёр, театральный и кинотеатральный критик, журналист, драматург.

## Биография

### Ранние годы и драматургия
Родился в 1863 году в городе Новочеркасске. Никандр был девятым ребёнком в семье. Братьями Никандра Васильевича были Константин и Николай Туркины, впоследствии также прославившиеся в публицистике. Константин Васильевич стал ветеринарным врачом, а в свободное время писал для юмористических журналов «Стрекоза», «Будильник» и других. Николай Васильевич стал издателем охотничьей литературы и редактором журнала «Природа и охота».
Племянником Никандра Туркина был известный сценарист, теоретик кино и сооснователь ВГИКа Валентин Туркин. Хорошее образование дать ребёнку из-за ограниченных средств родители не могли, поэтому отец Туркина обеспечил сына стипендией области Войска Донского в Московский Константиновский межевой институт". До 1878 года Н. В. Туркин учился в Новочеркасской гимназии, а затем переехал в Москву и был помещён в интернат Константиновского межевого института, где и окончил образование.
В студенческие годы Н. В. Туркин подрабатывал частными уроками, был домашним учителем поэта М. А. Волошина, музыкального критика Л. Л. Сабанеева. В Москве увлёкся театром, написав в 1886 году под псевдонимом «Гранитов» пьесу «Жрецы просвещения».
После окончания межевого института в 1887 году Н. В. Туркин служил в Новочеркасске, в Областной чертёжной, занимая должность окружного землемера, отрабатывая тем самым стипендию Области Войска Донского. В январе 1892 года Туркин уволился со службы в чине титулярного советника, чтобы полностью отдать себя любимому делу — сочинительству. 29 января 1892 года прошли цензуру две его одноактные пьесы — «Дамочки пошутили» и «Проглядел», а 26 марта того же года ещё одна — «А всё винт!». Однако его пьесы не имели успеха в провинциальных театрах.

### Театральная критика и журналистика
После неудач в драматургии Туркин увлёкся театральной критикой и выступал как рецензент обновленного Новочеркасского театра. Ему не нравился уровень провинциальной театральной критики, поэтому он начал писать бесплатно в газету «Донская речь» свои обзоры. Критике Туркина подверглись такие артисты Новочеркасского театра, как Н. Н. Синельников, В. Ф. Комиссаржевская, Н. П. Рощин-Инсаров, И. П. Киселевский и пр.
В 1902 году Н. В. Туркин был приглашён в Москву — в редакцию газеты «Русское слово». Его пригласил владелец этой газеты — И. Д. Сытин, крупнейший в России книгоиздатель. Сам Сытин узнал о Н. В. Туркине из разговора с А. П. Чеховым, который, будучи таганрожцем, интересовался южной прессой. Лично Туркина Чехов не знал, поэтому и посоветовал Сытину «отыскать Гранитова». В «Русском слове» вместе с Туркиным работали и другие журналисты, приехавшие из провинции, например, В. М. Дорошевич и С. В. Яблоновский. Н. В. Туркин вёл в ней разделы «Записки журналиста» и «Провинциальная жизнь», где печатал статьи публицистического и морально-этического характера.
В апреле 1904 года Н. В. Туркин перешёл в другую газету — «Русский листок», а в декабре того же года его пригласили на должность редактора в «Вечернюю почту», которую издавал И. Н. Холчев, известный в Москве владелец типографии. Туркин в этой газете писал передовицы, вёл разделы «Хроника русской жизни» и «Литературный календарь». Его статьи о театре появлялись только изредка, ведь почти весь объём газеты посвящался политике.
В 1905 Туркин со страниц газеты «Вечерняя почта» критиковал Льва Толстого, причем, по свидетельству Маковицкого, «злобно распекал его (Толстого) за то интервью, что не заступился за журналистов». Туркин критически относился к позиции Льва Толстого в отношении положения прессы во время первой русской революции.
«Вечернюю почту» закрыли в 1905 году, но через год снова открыли. Это, правда, не спасло Никандра Туркина и его брата Николая (а также издателя газеты И. Н. Холчева) в 1907 году. Помещение «Вечерней почты» использовалось для явки членов Стачечного движения, а сама редакция газеты участвовала в сборе средств для стачек. Несмотря на то что журналистов оправдали, выпустив из Таганской тюрьмы, Туркину пришлось на некоторое время отойти от политики и вернуться к театру.
В октябре 1907 года Н. В. Туркина пригласили в «Голос Москвы» вести раздел «Дневник театрала». Эту газету, орган октябристов, издавал и редактировал Александр Иванович Гучков — лидер Союза 17 октября. Дружба с Комиссаржевской помогла Никандру Васильевичу: супругой Гучкова была давняя подруга Веры Федоровны М. И. Зилоти, которая по старой дружбе приняла Н. В. Туркина в редакцию. Впоследствии Туркина на некоторое время даже делали редактором этой газеты. Ещё во время заключения в Таганской тюрьме, где написал комедию «Школа любви, или Дама с „изюминкой“», которая через несколько лет была поставлена в Театре С. Ф. Сабурова под названием «Зигзаги любви».
В 1910 году произошло событие, потрясшее Н. В. Туркина — смерть актрисы В. Ф. Комиссаржевской. Спустя полгода после её смерти, он выпустил книгу воспоминаний «Комиссаржевская в жизни и на сцене». Вера Николаевна Ильнарская, драматическая актриса, писавшая театральные рецензии: «Книгу г. Туркина нельзя читать без слёз, потому что в ней чувствуется любовь к покойной. Читая книгу г-на Туркина, видишь В. Ф. не только знаменитой артисткой, но и человеком милым, простым, понятным, а потому близким и любимым».
Несмотря на то что в 1911 году Туркин перестал сотрудничать с «Голосом Москвы», он продолжил вести свой «Дневник театрала» уже в другой газете — «Московском листке». Театральные обзоры и рецензии Н. В. Туркина выходили чуть ли не ежедневно, и за период с 1907 по 1914 год их набралось более пятисот. Подписывался он теперь своим новым псевдонимом — «Дий Одинокий». По версии А. В. Климашевского имя «Дий» может иметь два значения: либо это с древнерусского означает «Зевс», либо это старая форма греческого имени «Дей», которое переводится как «божественный».
В 1914 году начала выходить газета «Новь» и Н. В. Туркин стал её театральным обозревателем. Здесь он подписывался уже другим псевдонимом — «Алатров». «Алатр» — название артистического союза, организованного в 1914 году в Москве, куда входил и Туркин. Клуб был назван в честь легендарного алатырь-камня. Печатался Туркин не только в газетах, но и в специальных театральных изданиях: в журнале «Рампа и жизнь» (1911 г.), «Театральной газете» (1913—1914 гг.), еженедельнике «Кулисы» (1917 г.). Печатался и в петербургском журнале «Театр и искусство» (1913—1914 гг.). Н. В. Туркин писал рецензии на спектакли почти всех московских театров: Малого, Большого, Театра Ф. А. Корша, Театра К. Н. Незлобина, МХТ, Камерного и т. д. Н. В. Туркин был заметной фигурой в московской театральной критике и оставался верен своему хлёсткому стилю.

### Кинематограф
В конце 1914 года, по-видимому, в артистическом клубе «Алатр» Н. В. Туркин сблизился с кинопредпринимателем А. А. Ханжонковым, который выпускал журнал «Вестник кинематографии». Вскоре последовало предложение о сотрудничестве. С февраля 1915 года Н. Туркин вёл в «Вестнике кинематографии» новую постоянную рубрику «Записки театрала», а с ноября того же года стал главным редактором нового ежемесячника фирмы Ханжонкова, толстого «журнала искусств» «Пегас». Н. В. Туркин в этот период продолжал писать статьи о театре, о драматургии, в том числе и о кинодраматургии. Термин «светотворчество» впервые в истории кинематографа в 1916 году употребил именно Туркин.
Именно с подачи Никандра Туркина стала сниматься в кино будущая «королева экрана» Вера Холодная. Общаясь с Верой Васильевной (в том же «Алатре»), он увидел в ней задатки киноактрисы и пригласил на кинофабрику А. А. Ханжонкова.
Первым киноопытом Туркина стал сценарий, написанный им в 1915 году к фильму «Убийство балерины Пламеневой» (режиссёр Е. Ф. Бауэр). Роль Сыщика в этом фильме сыграл Алекандр Вертинский. В 1916 году Никандр Туркин попробовал себя как режиссёр комической сценки «Женская психология». В том же году на экраны вышли его фильмы «Месть женщины», «Курсистка Таня Скворцова», «Это было весной», «Люди и страсти», «Кто загубил?».
После Февральской революции Туркин снял фильмы, критически показывавшие жизнь при царизме. 7 марта 1917 года на экраны вышел фильм «Провокатор» («Тайны русской охранки») — «о революционной деятельности русского студенчества перед революцией». Основой сценария стал автобиографичный рассказ самого Н. В. Туркина «Изнанка жизни», посвященный событиям 1905—1907 годов. 14 марта состоялась премьера картины «Карьера жандармского ротмистра Позёмкова». Оба фильма Н. В. Туркин снял по своим же сценариям на кинофабрике А. Ханжонкова.
Весной 1917 года А. А. Ханжонков решил перевести своё кинопроизводство в Крым, в Ялту и предложил своим сотрудникам поехать с ним. Но Н. В. Туркин остатался в Москве и перешёл в новое кинопредприятие — товарищество «Нептун» (с октября 1917 года — акционерное общество), созданное В. М. Антиком. Антик открыл свою кинофирму «Нептун», поставив себе задачей выпускать только литературно весомые фильмы. В качестве главного руководителя был приглашён Н. В. Туркин.
За день до Октябрьской революции на экраны вышел фильм в жанре салонной психологической драмы по сценарию Туркина «Жизни немые узоры», режиссёром которой выступил М. И. Доронин. С Дорониным Туркин продолжил работать в 1918 году над детективной драмой «Последние приключения Арсена Люпена» («Борьба с невидимым», «Арсен Люпен») по роману Мориса Леблана. Главную роль в фильме исполнила Ольга Чехова, уже игравшая у Туркина в фильме «Аня Краева» в 1917 году. В 1917 году Туркин в качестве режиссёра работал над фильмами «Княжна Джелаха» и «Распятая любовь» по сценарию З. Ф. Баранцевич. По мотивам романа Анатоля Франса в 1919 году вышел фильм «Таис», на котором Туркин был и сценаристом, и режиссёром.
Во второй половине августа 1918 в Москве открылась учебная киностудия «Творчество» под руководством Бориса Чайковского. Туркин — среди первых её преподавателей. Он читал лекцию «Основные понятия художественной кинематографии».
В 1918 году Н. В. Туркин работал совместно с В. В. Маяковским над фильмами «Не для денег родившийся» (по мотивам романа Джека Лондона «Мартин Иден») и «Закованная фильмой». Маяковский выступал здесь как автор сценариев и исполнитель центральных ролей. К сожалению, Маяковский не сработался с Н. В. Туркиным. О режиссёрской работе Туркина в «Не для денег родившемся» он сказал: "«Режиссёр, декоратор, артисты и все другие делали всё, чтобы лишить вещи какого бы то ни было интереса». Во время съёмок «Закованной фильмой» проявилась разница подходов Маяковского и Туркина: режиссёр отказывал Маяковскому в репетициях, зная, что каждый день аренды павильонов дорого стоил. Маяковский всем актёрам рассказывал сюжет картины, но Туркин это делать запрещал, так как конкуренты могли узнать об этом и быстро создать свой фильм. Кроме того, сценарий был новаторским, экспериментальным, опережающим технические возможности кинопроизводства того времени.

### Последние годы
К концу жизни Туркин отошёл от киножурналистики, занимаясь общественной деятельностью: он стал одним из руководителей Союза работников художественной кинематографии, а впоследствии на Всероссийском совещании кинодеятелей был избран председателем Постоянного совета кинематографических организаций и съездов. Вместе с А. В. Луначарским организовал ЦК Рабис и был избран товарищем (заместителем) председателя Ювенала Митрофановича Славинского. К первой годовщине Красной армии Н. В. Туркин при поддержке акционерного общества «Нептун» снял четыре агитфильма — «Смельчак» (совместно с М. Нароковым), «Красная звезда» (сценарист — Павлович), «Последний патрон» (сценарист — А. Смолдовский), «Мы выше мести» (по своему же сценарию). От непосредственной работы по созданию кинофильмов Н. В. Туркин отошёл после включения его в Комиссию по вопросу о национализации кинематографов, образованную постановлением Всерабиса от 13 июня 1919 года.

### Смерть
30 сентября 1919 года после перенесённой операции Н. В. Туркин умер. Похороны его, как свидетельствует его супруга О. А. Клевцова-Туркина, «ЦК Рабис устроил за свой счёт» на Старом кладбище Новодевичьего монастыря. К сожалению, могила Никандра Васильевича Туркина не сохранилась, так как в конце 20-х годов кладбище, за исключением нескольких захоронений, было уничтожено.

## Семья
- Жена — О. А. Клевцова-Туркина
- Брат — Николай Васильевич Туркин (1858—1918) — юрист, охотник, издатель журнала «Природа и охота».
- Племянник — Валентин Константинович Туркин (1887—1958) — советский сценарист, киновед, теоретик кино, один из основателей ВГИКа.

## Пьесы
- 1886 — «Жрецы просвещения»
- 1892 — «Дамочки пошутили»
- 1892 — «Проглядел»
- 1892 — «А всё винт!»
- 1907 — «Школа любви, или Дама с „изюминкой“»
- 1912 — «Зигзаги любви»
- 1912 — «Русская душа»
- 1912 — «Дебри жизни»

## Фильмография
- 1915 — «Убийство балерины Пламеневой» (режиссёр — Е. Ф. Бауэр, сценарист — Н. В. Туркин)
- 1916 — «Женская психология» (режиссёр)
- 1916 — «Месть женщины» (режиссёр — Н. В. Туркин)
- 1916 — «Курсистка Таня Скворцова» (режиссёр — Н. В. Туркин, сценарий — Ровдо)
- 1916 — «Это было весной» (режиссёр — Н. В. Туркин, сценарий — З. Ф. Баранцевич)
- 1916 — «Люди и страсти» (режиссёр — Н. В. Туркин, сценарий — Г. В. Смирнов)
- 1916 — «Кто загубил?» (режиссёр — Н. В. Туркин, сценарий — З. Ф. Баранцевич)
- 1917 — «Провокатор» («Тайны русской охранки»; режиссёр, сценарист — Н. В. Туркин)
- 1917 — «Карьера жандармского ротмистра Позёмкова» (режиссёр, сценарист — Н. В. Туркин)
- 1917 — «Жизни немые узоры» (режиссёр — М.И Доронин, сценарист — Н. В. Туркин)
- 1917 — «Распятая любовь» (режиссёр — Н.В Туркин, сценарист — З. Ф. Баранцевич)
- 1917 — «Аня Краева» (режиссёр, сценарист — Н. В. Туркин)
- 1917 — «Княжна Джелаха» (Княжна Джаваха?; режиссёр — Н. В. Туркин, сценарист — Эд. Э)
- 1918 — «Последние приключения Арсена Люпена» («Борьба с невидимым», «Арсен Люпен»; режиссёр — М. И. Доронин, сценарист — Н. В. Туркин)
- 1918 — «То, что дороже жизни» (режиссёр Н. В. Туркин, сценарист — Л. Е. Остроумов)
- 1919 — «Таис» (режиссёр, сценарист — Н. В. Туркин)
- 1918 — «Не для денег родившийся» (режиссёр — Н. В. Туркин, сценарист — В. В. Маяковский)
- 1918 — «Закованная фильмой» (режиссёр — Н. В. Туркин, сценарист — В. В. Маяковский)
- 1919 — «Смельчак» (совместно с М. С. Нароковым)
- 1919 — «Красная звезда»
- 1919 — «Последний патрон» (сценарист — А. Смолдовский)

1919 — «Мы выше мести» (по своему же сценарию).